# Drew Dalman
Drew Brazil Dalman (Salinas, California, 15 de octubre de 1998) más conocido como Drew Dalman, es un jugador profesional estadounidense de fútbol americano que se desempeña en la posición de center en Atlanta Falcons, equipo de la National Football League (NFL).

## Carrera
Fue seleccionado en la cuarta ronda en la Reunión Anual de Selección de Jugadores de la NFL de 2021. Hizo su debut profesional con el equipo Atlanta Falcons, donde lleva jugando tres temporadas.